# Соуза, Жуан (португальский теннисист)
Жуан Педру Коэлью Маринью де Соуза (порт. João Pedro Coelho Marinho de Sousa; род. 30 марта 1989, Гимарайнш) — португальский теннисист; победитель четырёх турниров ATP в одиночном разряде.

## Общая информация
Начал играть в теннис в семь лет. В теннис его привел отец Арманду. Его отец — судья, мать Аделаида — банкир. Имеет брата Луиша, который является студентом.
В 15 лет для того, чтобы стать профессиональным теннисистом переехал в Барселону. Спортивное прозвище — «Конкистадор» (порт. Conquistador). Входил в топ-30 как в одиночном, так и парном рейтинге.

## Спортивная карьера

### Начало карьеры (первый титул в Туре)
В феврале 2008 года Соуза выиграл первый «фьючерс» в парном разряде. В апреле того же года дебютирует в ATP-туре, сыграв на турнире в Открытого чемпионата Эшториле. Туда он попал пройдя квалификационный отбор. В матче первого раунда он обыграл Оливера Мараха — 6-1, 6-3, а во втором проиграл своему соотечественнику Фредерико Жилу — 6-7(5), 2-6. В июле того же года Соуза впервые сыграл за сборную Португалии в отборочных раундах Кубка Дэвиса. В июне 2009 года португалец выигрывает первый турнир серии «фьючерс» в одиночном разряде. В мае 2010 года ему удалось выиграть три «фьючерса». Летом 2010 года Жуан выиграл парный турнир серии «челленджер» в Тампере.
К маю 2011 года Соуза имеет в активе шесть побед на «фьючерсах» в одиночном разряде. В июне 2011 года выиграл первый одиночный «челленджер» в немецком Фюрте. В октябре 2011 года выиграл ещё один «фьючерс» в Испании. В апреле 2012 года Жуан выигрывает «челленджер» в Мерсине и смог выйти во второй раунд турнира АТП в Барселоне. Затем на турнире в Эшториле он первый раз выходит в четвертьфинал соревнований АТП-тура. В мае на Открытом чемпионате Франции дебютирует в основных соревнованиях турниров серии Большого шлема, попав туда через квалификацию. В июле 2012 года выиграл «челленджер» в Тампере. Под конец сезона Соуза впервые в рейтинге поднимается в первую сотню, закончив 2012 год на 99-м месте.
Сезон 2013 года начал с участия в турнирах в Ченнае и Сиднее. На Открытом чемпионате Австралии дошёл до второго раунда, где встретился с № 3 Энди Марреем и проиграл — 2-6, 2-6, 4-6. На Открытом чемпионате Франции он также добрался до второго раунда. В июне он выиграл «челленджер» в Фюрте. В июле ему удалось выиграть «челленджер» в своём родном городе Гимарайнше. Довольно хорошо Соузе удается выступить на Открытом чемпионате США, где он переиграл Григора Димитрова — 3-6, 6-3, 6-4, 5-7, 6-2 и Яркко Ниеминена 1-6, 6-3, 3-6, 6-3, 6-4. В третьем раунде он встретился с № 1 мирового рейтинга Новаком Джоковичем и легко проиграл — 0-6, 2-6, 2-6.
В сентябре 2013 года в Санкт-Петербурге Жуан Соуза смог впервые выйти в полуфинал турнира АТП. Уже на следующем турнире в Куала-Лумпуре ему удается впервые завоевать чемпионский титул. На турнире он переиграл Райана Харрисона, Пабло Куэваса, № 4 в мире Давида Феррера, Юргена Мельцера и в финале француза Жюльена Беннето 2-6, 7-5, 6-4. Это позволило Жуану впервые попасть в Топ-50 мирового рейтинга.

### 2014—2017 (второй титул в Туре)

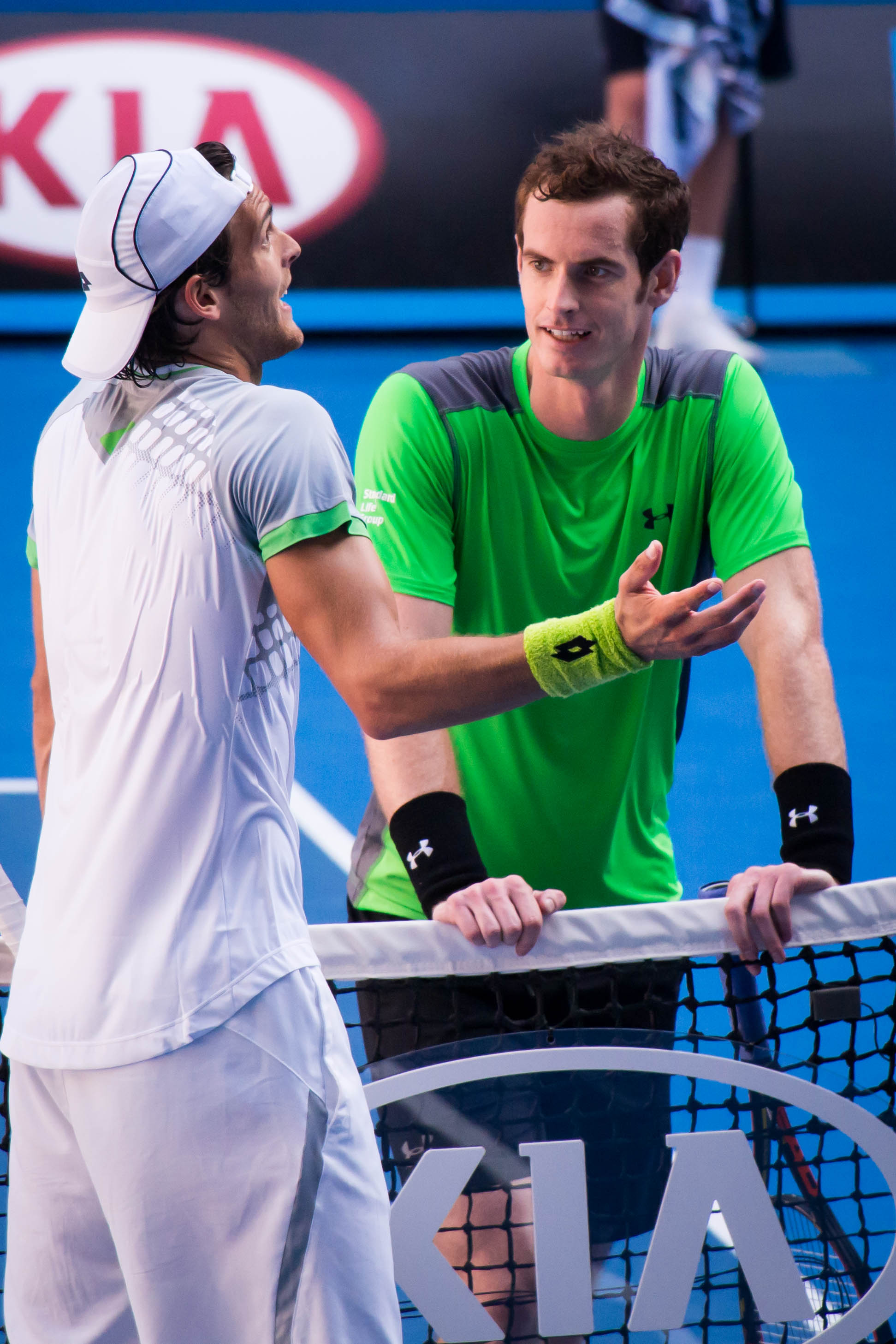
Соуза (слева) на Открытом чемпионате Австралии 2015 года в матче с Энди Марреем

Первый раз до четвертьфинала в 2014 году Соуза добрался на турнире в Рио-де-Жанейро и сыграл там против первой ракетки мира Рафаэля Надаля. В июне он вышел в полуфинал турнира на траве в Хертогенбосе, начав свой путь с квалификации. В июле 25-летний португальский теннисист смог сыграть в финале турнира в Бостаде. В титульном матче он уступил теннисисту из Уругвая Пабло Куэвасу со счётом 2-6, 1-6. Следующего финала Соуза достиг в сентябре в Меце. В полуфинале того турнира он смог обыграть № 18 в мире Гаэля Монфиса (7-6(6), 6-2). В главном матче турнира Жуан проиграл бельгийцу Давиду Гоффену — 4-6, 3-6.
На Открытом чемпионате Австралии 2015 года Соуза впервые для себя оказался в третьем раунде, где не смог преодолеть барьер в лице Энди Маррея. В феврале на зальном турнире в Монпелье он прошёл в полуфинал. Лучшего результата в грунтовой части сезона он добивается на турнире в Женеве в мае. Соуза смог выйти в финал, где уступил титул бразильцу Томасу Беллуччи (6-7(4), 4-6). На Ролан Гаррос во втором раунде он вновь сыграл против Энди Маррея и проиграл ему. В июле Жуан сыграл ещё в одном финале на турнире в Умаге. Португалец проиграл свой четвёртый подряд финал. На этот раз поражение Соузе нанёс Доминик Тим (4-6, 1-6). На другом грунтовом турнире в Гштаде он сыграл в 1/4 финала. На Открытом чемпионате США в соревнованиях мужских пар Соуза смог дойти до четвертьфинала в альянсе с Леонардо Майером. В сентябре Соуза смог достичь ещё одного финала. На турнире в Санкт-Петербурге он смог обыграть в полуфинале сильного соперника Доминика Тима (№ 21 в мире), а в решающем матче проиграл представителю Топ-10 Милошу Раоничу — 3-6, 6-3, 3-6. В концовке сезона Соуза наконец-то смог преодолеть неудачную традицию проигрывать в финале. Он завоевал второй в карьере титул АТП, победив на турнире в Валенсии. В борьбе за главный приз он сломил сопротивление испанца Роберто Баутисты Агута — 3-6, 6-3, 6-4. Итоговым местом в рейтинге в 2015 году для Соузы стала 33-я строчка.
На Австралийском чемпионате 2016 года Соуза, как и год назад, оказался в третьем раунде, где жребий вновь свёл его с Энди Марреем, которому португалец проиграл в четырёх сетах. В мае Жуан на турнире серии Мастерс в Мадриде смог выйти в четвертьфинал. На турнире в Ницце он вышел в стадию полуфинала. На Уимблдонском турнире впервые сыграл в третьем раунде. В июле Соуза добрался до 1/4 финала на грунтовых турнирах в Бостаде и Умаге. В августе он выступил на Олимпиаде, которая проводилась в Рио-де-Жанейро. В одиночном разряде португалец во втором раунде проиграл Хуану Мартину дель Потро. Такой же результат его ждал и в парном разряде, где он выступил совместно с Гаштаном Элиашом. На Открытом чемпионате США Соуза обыграл № 18 в мире Фелисиано Лопеса, а в третьем проиграл Григору Димитрову. В сентябре на турнире в Санкт-Петербурге он вышел в четвертьфинал, а в октябре также выступил в Токио.
2017 год Соуза начал с удачного выступления в Окленде, где он вышел в финал. В титульном матче он проиграл Джека Соку со счётом 3-6, 7-5, 3-6. В феврале он вышел в четвертьфинал в Буэнос-Айресе. а в начале марта в полуфинал в Сан-Паулу. Следующий раз в четвертьфинале Соуза сыграл в июле на грунте в Гштаде. В начале августа он вышел в финал турнира в Кицбюэле. В этом матче Жуан не смог обыграть Филиппа Кольшрайбера — 3-6, 4-6. Концовку сезон провёл без сильных результатов и один раз в октябре смог дойти до четвертьфинала на турнире в Антверпене. По итогам сезона он финишировал в рейтинге за пределами топ-50.

### 2018—2024 (два титула в Туре, кризис в игре и завершение карьеры)

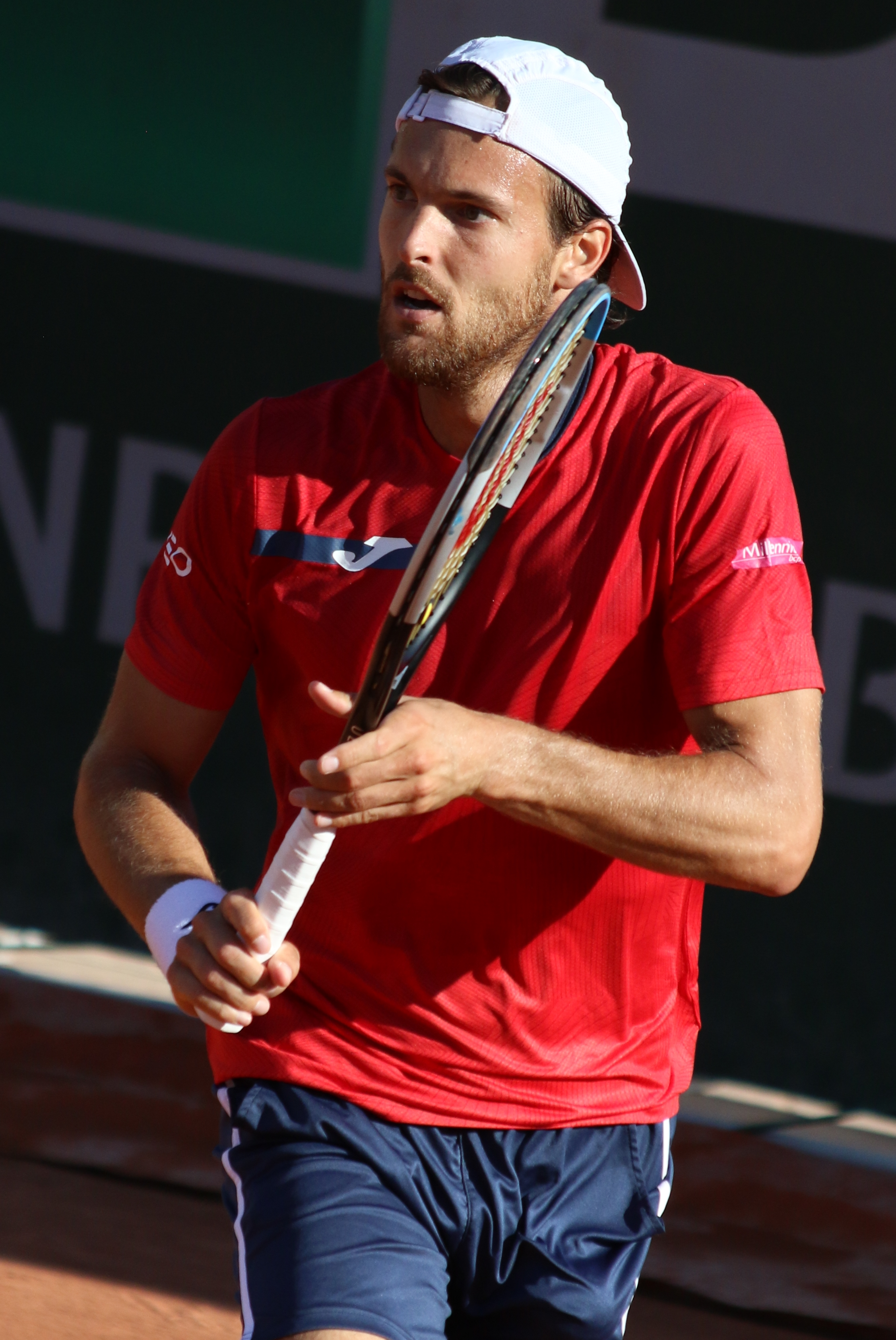
Соуза на Ролан Гаррос 2021 года

В марте 2018 года на Мастерсе в Индиан-Уэлсе Соуза смог во втором раунде обыграть № 5 в мире на тот момент Александра Зверева (7:5, 5:7, 6:4), однако развить успех не смог и проиграл в третьем раунде Милошу Раоничу. На следующем Мастерсе в Майами Соуза также во втором раунде обыграл теннисиста из топ-10. На этот раз бельгийца Давида Гоффена (6:0, 6:1). В целом он добрался до четвёртого раунда, в котором проиграл корейцу Чон Хёну. В апреле дошёл до полуфинала турнира на грунте в Марракеше (Марокко), где уступил испанцу Пабло Андухару. В начале мая Жуан Соуза стал первым португальцем, победившим на домашнем турнире в Эшториле, который проводится с 1990 года. В финале он обыграл американца Фрэнсиса Тиафо (6:4, 6:4). Титул позволил Соузе вернуться в топ-50. Соуза на Мастерсе в Риме в парном разряде в команде с Пабло Карреньо заменил в сетке, снявшихся из-за травмы Боба и Майка Брайанов, и неожиданно их пара смогла доиграть до финала. Далее у португальца результаты упали и до конца августа он лишь раз сыграл в четвертьфинале — на травяном турнире в Анталье. На Открытом чемпионате США он стал первым португальским игроком, вышедшим в четвёртый раунд на Большом шлеме в одиночном разряде. В сентябре Соуза дошёл до полуфинала турнира в Чэнду (Китай), где проиграл австралийцу Бернарду Томичу со счётом 4:6, 4:6. По итогам сезона он занял 44-е место.
На Открытом чемпионате Австралии 2019 года Соуза доиграл до третьего раунда, а в парном разряде с аргентинцем Леонардо Майером смог выйти в полуфинал. В мае на Мастерсе в Мадриде в мужском парном разряде вместе с аргентинцем Гидо Пельей, где они дошли до полуфинала, но проиграли паре Доминик Тим и Диего Шварцман. В июле Жуан на Уимблдонском турнире впервые доиграл до четвёртого раунда, где уступил в трёх сетах испанцу Рафаэлю Надалю. Затем он сыграл на двух грунтовых турнирах и в Бостаде вышел в четвертьфинал, а затем в полуфинал в Гштаде. На Открытом чемпионате США он проиграл в первом раунде Джордану Томпсону, а в парном разряде вместе с Леонардо Майером дошёл до четвертьфинала. В сентябре на турнире в Санкт-Петербурге во втором раунде удалось обыграть № 9 в мире на тот момент Карена Хачанова. Затем Соуза выиграл у Михаила Кукушкину и вышел в полуфинал, в котором проиграл Борна Чоричу. Затем он сыграл на турнире в Чэнду и вышел в 1/4 финала.
Начиная с конца 2019 года у Соузы произошёл кризис в игре. Он вылетал в первых раундах турниров и с октября 2019 года по август 2021 года выиграл всего три матча в основных соревнованиях одиночного разряда (без учёта квалификаций). К марту 2021 года он покинул первую сотню рейтинга. Спад в игре пришёлся и на Олимпийские игры в Токио, где португалец выбыл в первом же раунде одиночных и парных соревнований. Низкий рейтинг не позволил попадать на основные соревнования ATP и он стал играть на турнирах младшей серии «челленджер», где осенью 2021 года дважды доигрывал до финала.
В 2022 году в игре Соузы появились позитивные всплески. На Открытый чемпионат Австралии он попал в качестве лаки-лузера, однако проиграл в первом же раунде Яннику Синнеру. В начале февраля ему удалось выиграть четвёртый титул в карьере в Туре. Произошло это на турнире в Пуне, где собралась не слишком сильная сетка. Соперники Соузы на пути к чемпионству не входили в топ-60, а в решающем матче он переиграл № 87 в мире Эмиля Руусувуори, который сыграл дебютный финал в Туре. Победа в Пуне позволила Соузе вернуть себе место в топ-100. В мае он смог выйти в финал турнира в Женеве, но уступил в нём в трёх сетах Касперу Рууду. На Открытом чемпионате США в парном разряде он смог доиграть до четвертьфинала совместно с Марсело Демолинером.
В 2023 году Соуза сильно стал терять в рейтинге и выступал чаще на «челленджерах», где один раз смог выйти в финал в Порту. В 2024 году объявил о завершении карьеры, сыграв в апреле последний матч на домашнем турнире в Кашкайше.

## Рейтинг на конец года
| Год  | Одиночный рейтинг | Парный рейтинг |
| 2023 | 249               | 568            |
| 2022 | 82                | 142            |
| 2021 | 140               | 142            |
| 2020 | 90                | 75             |
| 2019 | 60                | 37             |
| 2018 | 44                | 45             |
| 2017 | 57                | 236            |
| 2016 | 43                | 133            |
| 2015 | 33                | 138            |
| 2014 | 54                | 80             |
| 2013 | 49                | 633            |
| 2012 | 101               | 299            |
| 2011 | 192               | 403            |
| 2010 | 244               | 281            |
| 2009 | 443               | 706            |
| 2008 | 592               | 607            |
| 2007 | 951               |                |

По данным официального сайта ATP на последнюю неделю года.

## Выступления на турнирах

### Финалы турниров ATP в одиночном разряде (12)

#### Победы (4)
| Легенда                     |
| --------------------------- |
| Турниры Большого шлема (0)* |
| Итоговый турнир ATP (0)     |
| Мастерс (0)                 |
| АТР 500 (0)                 |
| АТР 250 (4)                 |

| Титулы по покрытиям | Титулы по месту проведения матчей турнира |
| ------------------- | ----------------------------------------- |
| Хард (3)*           | Зал (2)                                   |
| Грунт (1)           | Зал (2)                                   |
| Трава (0)           | Открытый воздух (2)                       |
| Ковёр (0)           | Открытый воздух (2)                       |

* количество побед в одиночном разряде.
| №  | Дата             | Турнир                 | Покрытие   | Соперник в финале     | Счёт           |
| 1. | 29 сентября 2013 | Куала-Лумпур, Малайзия | Хард (зал) | Жюльен Беннето        | 2-6 7-5 6-4    |
| 2. | 1 ноября 2015    | Валенсия, Испания      | Хард (зал) | Роберто Баутиста Агут | 3-6 6-3 6-4    |
| 3. | 6 мая 2018       | Кашкайш, Португалия    | Грунт      | Фрэнсис Тиафо         | 6-4 6-4        |
| 4. | 6 февраля 2022   | Пуна, Индия            | Хард       | Эмиль Руусувуори      | 7-6(9) 4-6 6-1 |

#### Поражения (8)
| №  | Дата             | Турнир                  | Покрытие   | Соперник в финале  | Счёт              |
| 1. | 13 июля 2014     | Бостад, Швеция          | Грунт      | Пабло Куэвас       | 2-6 1-6           |
| 2. | 21 сентября 2014 | Мец, Франция            | Хард (зал) | Давид Гоффен       | 4-6 3-6           |
| 3. | 21 мая 2015      | Женева, Швейцария       | Грунт      | Томас Беллуччи     | 6-7(4) 4-6        |
| 4. | 26 июля 2015     | Умаг, Хорватия          | Грунт      | Доминик Тим        | 4-6 1-6           |
| 5. | 27 сентября 2015 | Санкт-Петербург, Россия | Хард (зал) | Милош Раонич       | 3-6 6-3 3-6       |
| 6. | 14 января 2017   | Окленд, Новая Зеландия  | Хард       | Джек Сок           | 3-6 7-5 3-6       |
| 7. | 5 августа 2017   | Кицбюэль, Австрия       | Грунт      | Филипп Кольшрайбер | 3-6 4-6           |
| 8. | 21 мая 2022      | Женева, Швейцария (2)   | Грунт      | Каспер Рууд        | 6-7(3) 6-4 6-7(1) |

### Финалы челленджеров и фьючерсов в одиночном разряде (21)

#### Победы (12)
| Условные обозначения |
| Челленджеры (5+2)*   |
| Фьючерсы (7+9)       |

| Титулы по покрытиям | Титулы по месту проведения матчей турнира |
| ------------------- | ----------------------------------------- |
| Хард (3+4)*         | Зал (0)                                   |
| Грунт (8+6)         | Зал (0)                                   |
| Трава (0)           | Открытый воздух (12+11)                   |
| Ковёр (1+1)         | Открытый воздух (12+11)                   |

* количество побед в одиночном разряде + количество побед в парном разряде.
| №   | Дата            | Турнир                         | Покрытие | Соперник в финале       | Счёт           |
| 1.  | 20 июня 2009    | Пуэрто-де-ла-Крус, Испания     | Ковёр    | Андреа Фалгери          | 6-7(2) 7-5 6-3 |
| 2.  | 23 мая 2010     | Сан-Кугат-дель-Вальес, Испания | Грунт    | Иван Неделько           | 6-0 6-3        |
| 3.  | 29 мая 2010     | Адехе, Испания                 | Хард     | Давид Турнер            | 7-5 6-4        |
| 4.  | 5 июня 2010     | Лансароте, Испания             | Хард     | Михаэль Ламмер          | 7-5 6-4        |
| 5.  | 8 мая 2011      | Балагер, Испания               | Грунт    | Таро Даниэль            | 6-3 6-1        |
| 6.  | 15 мая 2011     | Льейда, Испания                | Грунт    | Роберто Карбальес Баэна | 6-3 6-3        |
| 7.  | 5 июня 2011     | Фюрт, Германия                 | Грунт    | Ян-Леннард Штруфф       | 6-2 0-6 6-2    |
| 8.  | 23 октября 2011 | Сабадель, Испания              | Грунт    | Марсель Циммерман       | 3-6 7-6(4) 6-4 |
| 9.  | 15 апреля 2012  | Мерсин, Турция                 | Грунт    | Хавьер Марти            | 6-4 0-6 6-4    |
| 10. | 29 июля 2012    | Тампере, Финляндия             | Грунт    | Эрик Продон             | 7-6(5) 6-4     |
| 11. | 9 июня 2013     | Фюрт, Германия                 | Грунт    | Уэйн Одесник            | 3-6 6-3 6-4    |
| 12. | 28 июля 2013    | Гимарайнш, Португалия          | Хард     | Мариус Копил            | 6-3 6-0        |

#### Поражения (9)
| №  | Дата            | Турнир                            | Покрытие   | Соперник в финале        | Счёт        |
| 1. | 29 мая 2009     | Тельде, Испания                   | Грунт      | Серхио Гутьеррес Ферроль | 6-1 1-6 5-7 |
| 2. | 19 июля 2009    | Сен-Жерве, Франция                | Грунт      | Адриан Менендес Масейрас | 6-1 4-6 5-7 |
| 3. | 8 ноября 2009   | Вильяфранка-дель-Сид, Испания     | Грунт      | Педро Клар Россельо      | 1-6 3-6     |
| 4. | 3 октября 2010  | Мартос, Испания                   | Хард       | Адриан Менендес Масейрас | 5-7 6-7(6)  |
| 5. | 2 сентября 2012 | Комо, Италия                      | Грунт      | Андреас Хайдер-Маурер    | 3-6 4-6     |
| 6. | 14 июля 2013    | Сан-Бенедетто-дель-Тронто, Италия | Грунт      | Андрей Мартин            | 4-6 3-6     |
| 7. | 31 октября 2021 | Брест, Франция                    | Хард (зал) | Брэндон Накасима         | 3-6 3-6     |
| 8. | 21 ноября 2021  | Хельсинки, Финляндия              | Хард (зал) | Алекс Молчан             | 3-6 2-6     |
| 9. | 6 августа 2023  | Порту, Португалия                 | Хард       | Лука Нарди               | 7-5 4-6 1-6 |

### Финалы турнировATPв парном разряде (1)

#### Поражения (1)
| №  | Дата        | Турнир      | Покрытие | Партнёр              | Соперники в финале                | Счёт           |
| 1. | 20 мая 2018 | Рим, Италия | Грунт    | Пабло Карреньо Буста | Хуан Себастьян Кабаль Роберт Фара | 6-3 4-6 [4-10] |

### Финалы челленджеров и фьючерсов в парном разряде (14)

#### Победы (11)
| №   | Дата             | Турнир                     | Покрытие | Партнёр                 | Соперники в финале                               | Счёт              |
| 1.  | 2 февраля 2008   | Мурсия, Испания            | Грунт    | Бартоломе Сальва Видаль | Карлос Поч Градин Александрос Якупович           | 6-7(5) 6-1 [10-2] |
| 2.  | 9 августа 2008   | Бакио, Испания             | Хард     | Георгий Руменов Паяков  | Агустин Бохе Ордонес Андони Виванко Гусман       | 7-6(6) 6-4        |
| 3.  | 14 августа 2009  | Ирун, Испания              | Грунт    | Георгий Руменов Паяков  | Саар Стеле Гонсалу Фалькау                       | 6-2 6-3           |
| 4.  | 27 сентября 2009 | Эшпинью, Португалия        | Грунт    | Гонсалу Фалькау         | Хорди Марсе Видри Аллен Перел                    | 7-5 6-3           |
| 5.  | 29 мая 2010      | Адехе, Испания             | Хард     | Георгий Руменов Паяков  | Агустин Бохе Ордонес Марсело Паласиос Сигентале  | 6-1 6-4           |
| 6.  | 5 июня 2010      | Лансароте, Испания         | Хард     | Георгий Руменов Паяков  | Михаэль Ламмер Людовик Вальтер                   | 7-6(4) 6-0        |
| 7.  | 12 июня 2010     | Пуэрто-де-ла-Крус, Испания | Ковёр    | Георгий Руменов Паяков  | Карлос Гомес Эррера Роберто Ортега Ольмеда       | 7-6(2) 6-2        |
| 8.  | 1 августа 2010   | Тампере, Финляндия         | Грунт    | Леонарду Тавариш        | Денис Павлов Андис Юшка                          | 7-6(4) 7-5        |
| 9.  | 10 октября 2010  | Кордова, Испания           | Хард     | Исраэль Виор Диас       | Иван Аренас Гуалда Энрике Лопес Перес            | 7-6(6) 4-6 [10-3] |
| 10. | 23 октября 2011  | Сабадель, Испания          | Грунт    | Стивен Диес             | Мигель Анхель Лопес Хаэн Габриэль Трухильо Солер | 6-3 3-6 [10-7]    |
| 11. | 10 июня 2012     | Фюрт, Германия             | Грунт    | Арнау Брюгес Дави       | Рамиз Джунейд Пурав Раджа                        | 7-5 6-7(4) [11-9] |

#### Поражения (3)
| №  | Дата           | Турнир                            | Покрытие | Партнёр                  | Соперники в финале                               | Счёт    |
| 1. | 25 мая 2008    | Сан-Кугат-дель-Вальес, Испания    | Грунт    | Фредерику Маркиш         | Педро Клар Россельо Карлос Рексач Итоис          | 1-6 2-6 |
| 2. | 8 октября 2011 | Кордова, Испания                  | Хард     | Херард Гранольерс Пуйоль | Мигель Анхель Лопес Хаэн Габриэль Трухильо Солер | 4-6 4-6 |
| 3. | 14 июля 2013   | Сан-Бенедетто-дель-Тронто, Италия | Грунт    | Алессандро Джаннесси     | Максим Тейшейра Пьер-Юг Эрбер                    | 4-6 3-6 |

## Победы над теннисистами из топ-10
| №    | Игрок            | Рейтинг | Турнир                  | Покрытие   | Этап       | Счёт          | Рейтинг Соузы |
| ---- | ---------------- | ------- | ----------------------- | ---------- | ---------- | ------------- | ------------- |
| 2013 |                  |         |                         |            |            |               |               |
| 1.   | Давид Феррер     | 4       | Куала-Лумпур, Малайзия  | Хард (зал) | 1/4 финала | 6-2, 7-6(6)   | 77            |
| 2016 |                  |         |                         |            |            |               |               |
| 2.   | Кэй Нисикори     | 5       | Токио, Япония           | Хард       | 2-й раунд  | 3-4, сход     | 34            |
| 2018 |                  |         |                         |            |            |               |               |
| 3.   | Александр Зверев | 5       | Индиан Уэлс, США        | Хард       | 2-й раунд  | 7-5, 5-7, 6-4 | 85            |
| 4.   | Давид Гоффен     | 9       | Майами, США             | Хард       | 2-й раунд  | 6-0, 6-1      | 80            |
| 2019 |                  |         |                         |            |            |               |               |
| 5.   | Карен Хачанов    | 9       | Санкт-Петербург, Россия | Хард (зал) | 2-й раунд  | 7-6(2), 6-4   | 64            |